# City of Birmingham
City of Birmingham är ett storstadsdistrikt (kommun) i grevskapet West Midlands i England,  Storbritannien. Distriktet har 1 157 603 invånare (2022).
Distriktet består av städerna Birmingham och Royal Sutton Coldfield med närliggande områden.
Större delen av distriktet inte indelat i civil parishes, det finns dock två civil parishes: New Frankley in Birmingham och Sutton Coldfield.